# Guerre mitridatiche
Per guerre mitridatiche si intende una serie di conflitti tra la Repubblica romana e il Regno del Ponto, combattuti tra l'89 e il 63 a.C. Prendono il loro nome da Mitridate VI che all'epoca era il re del Ponto e grande nemico di Roma. Così Appiano di Alessandria ce le riassume, osservandole da parte dello sconfitto:
(Appiano, Guerre mitridatiche, 119.)

## Contesto storico
Appena salito al trono del regno del Ponto nel 111 a.C., Mitridate VI mise in atto subito (fin dal 110 a.C.) una politica espansionistica nell'area del Mar Nero, conquistando tutte le regioni da Sinope alle foci del Danubio, compresa la Colchide, il Chersoneso Taurico e la Cimmeria (attuale Crimea), e poi sottomettendo le vicine popolazioni scitiche e dei sarmati Roxolani. In seguito, il giovane re volse il suo interesse verso la penisola anatolica, dove la potenza romana era, però, in costante crescita. Sapeva che uno scontro con quest'ultima sarebbe risultato mortale per una delle due parti.
Alleatosi nel 104 a.C. con il re di Bitinia Nicomede III, partecipò alla spartizione della Paflagonia (regione che si trovava tra i due regni), ma pochi anni più tardi, le crescenti mire espansionistiche portarono Mitridate a scontrarsi con il nuovo alleato per il controllo del regno di Cappadocia (100 a.C. circa). Mitridate, seppure fosse riuscito a sconfiggere Nicomede in alcune decisive battaglie, costrinse il sovrano del Regno di Bitinia a richiedere l'intervento dell'alleato romano, in almeno tre circostanze: 
1. la prima volta nel 98 a.C., sotto l'alta guida di Gaio Mario, vincitore dei Cimbri e dei Teutoni;[39]
2. la seconda volta nel 96 a.C., quando una missione del princeps del Senato, guidata da Marco Emilio Scauro nel 96 a.C. stesso, intimò al sovrano pontico di togliere l'assedio a Nicomedia ed evacuare la Paflagonia e la Cappadocia, lasciando che quest'ultima regione potesse scegliersi un re senza l'interferenza di Mitridate;[39][40][41]
3. la terza nel 92 a.C., quando ad intervenire fu il pretore della Cilicia, Lucio Cornelio Silla, con il compito sia di porre sul trono di Cappadocia il nuovo sovrano Ariobarzane I (che era stato nuovamente cacciato),[42] sia di contenere l'espansionismo di Mitridate VI e del suo alleato Tigrane II d'Armenia (quest'ultimo sconfitto e costretto a ritirarsi ad est dell'Eufrate), venendo in contatto per la prima volta con un satrapo del re dei Parti (probabilmente nei pressi di Melitene).[39][43][44]

Contemporaneamente, sul "fronte" romano, il malcontento dei popoli italici aveva portato ad una loro sollevazione generale nel 91 a.C., degenerata in guerra aperta al potere centrale romano (dal 91 all'88 a.C.). Già dal tempo dei Gracchi, gli Italici avevano avanzato proposte d'estensione del diritto di cittadinanza anche a loro, fino ad allora federati, ma senza successo. La situazione si avviò al punto di rottura quando, nel 95 a.C., Lucio Licinio Crasso e Quinto Muzio Scevola proposero una legge che istituiva un tribunale giudicante per chi avesse ottenuto la cittadinanza romana in modo abusivo (Lex Licinia Mucia). Questa legge non fece altro che accrescere il malcontento soprattutto verso i ceti italici più abbienti, che miravano alla partecipazione diretta del governo repubblicano. Fu così che Marco Livio Druso si schierò a favore della causa italica avanzando proposte di legge che ne estendessero la cittadinanza, ma la proposta, poco gradita sia ai senatori che agli equiti, trovò nel console Lucio Marcio Filippo il più tenace oppositore, il quale la fece dichiarare illegale, tanto da non essere neppure votata. Nel novembre del 91 a.C., alcuni seguaci estremisti di Marcio Filippo mandarono un sicario ad assassinare Druso. Questa fu la scintilla che degenerò in "guerra civile". In un clima tanto avvelenato a Roma, Mitridate non poté che approfittarne, pronto ad intervenire sul fronte orientale, lontano dai torbidi dell'Urbs, tanto più che le armate romane erano per la maggior parte concentrate in Italia, impegnate a sopprimere, a fatica, la grande rivolta delle genti italiche.

## Fasi della guerra

### Prima guerra mitridatica
La prima guerra mitridatica iniziò a causa dell'espansionismo da parte di Mitridate (verso la fine dell'89 a.C.). Le ostilità si erano aperte con due vittorie del sovrano del Ponto sulle forze alleate dei Romani, prima del re di Bitinia, Nicomede IV, e poi dello stesso inviato romano Manio Aquilio, a capo di una delegazione in Asia Minore. L'anno successivo Mitridate decise di continuare nel suo progetto di occupazione dell'intera penisola anatolica, ripartendo dalla Frigia: passò dalla Frigia alla Misia, e toccò quelle parti di Asia che erano state recentemente acquisite dai Romani. Poi mandò i suoi ufficiali per le province adiacenti, che sottomisero la Licia, la Panfilia e il resto della Ionia.
A Laodicea sul fiume Lico, dove la città stava ancora resistendo grazie al contributo del proconsole Quinto Oppio, Mitridate fece questo annuncio sotto le mura della città:
(Appiano, Guerre mitridatiche, 20.)
Dopo questo annuncio, gli abitanti di Laodicea lasciarono liberi i mercenari, e inviarono Oppio con i suoi littori a Mitridate, il quale però decise di risparmiare il generale romano.
Non molto tempo dopo, Mitridate riuscì a catturare anche Manio Aquilio, che egli riteneva il principale responsabile di questa guerra; trasformò Oppio in un suo schiavo domestico per alcuni anni, volendo in questo modo (tipicamente persiano) umiliare il potere di Roma, mentre uccise Aquilio facendogli bere dell'oro fuso, riferimento all'avidità dimostrata da lui e, soprattutto, da suo padre come governatore della provincia dell'Asia romana.
Sembra che a questo punto, la maggior parte delle città dell'Asia si arresero al conquistatore pontico, accogliendolo come un liberatore dalle popolazioni locali, stanche del malgoverno romano, identificato da molti nella ristretta cerchia dei pubblicani. Rodi rimase invece fedele a Roma.
Non appena queste notizie giunsero a Roma, il Senato emise una solenne dichiarazione di guerra contro il re del Ponto, seppure nell'Urbe vi fossero gravi dissensi tra le due principali fazioni interne alla Res publica (ossia gli Optimates e i Populares) e una guerra sociale che non era stata del tutto condotta a termine. Si procedette quindi a decretare a quale dei due consoli sarebbe spettato il governo della provincia d'Asia, e questa toccò in sorte a Lucio Cornelio Silla.
Preso possesso della maggior parte dell'Asia Minore, Mitridate dispose che tutti coloro, liberi o meno, che parlavano una lingua italica fossero barbaramente trucidati, non solo quindi i pochi soldati romani rimasti a presidio delle guarnigioni locali. Furono massacrati 80000 tra cittadini romani e non nelle due ex-province romane d'Asia e Cilicia (episodio noto come Vespri asiatici).
La situazione precipitò ulteriormente quando, a seguito delle ribellioni nella provincia asiatica, insorse anche l'Acaia. Il governo della stessa Atene fu rovesciato da un certo Aristione, che poi si dimostrò a favore di Mitridate, meritandosi dallo stesso il titolo di amico. Il re del Ponto appariva ai loro occhi come un liberatore della grecità, quasi fosse un nuovo Alessandro Magno.

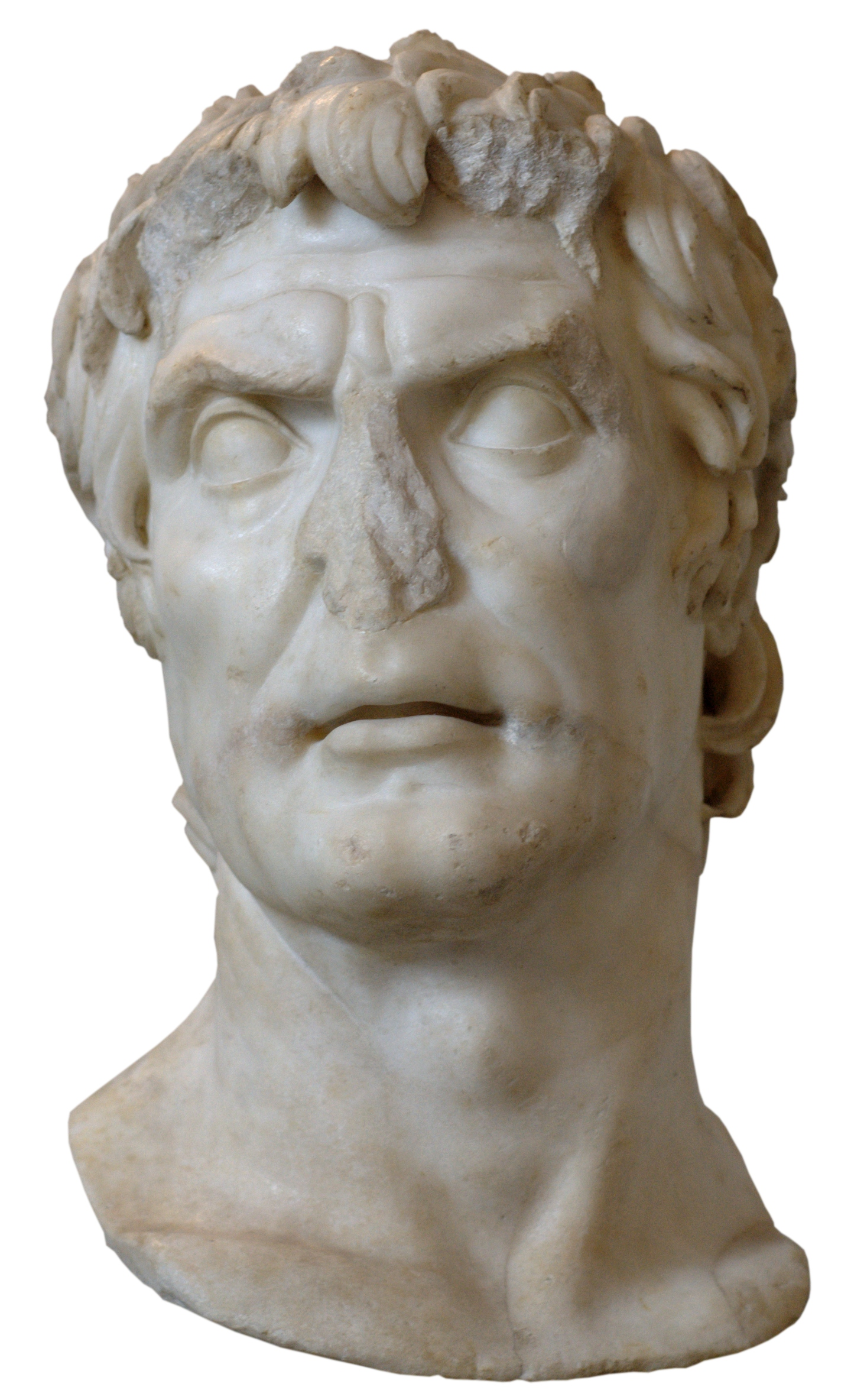
Busto di Lucio Cornelio Silla.

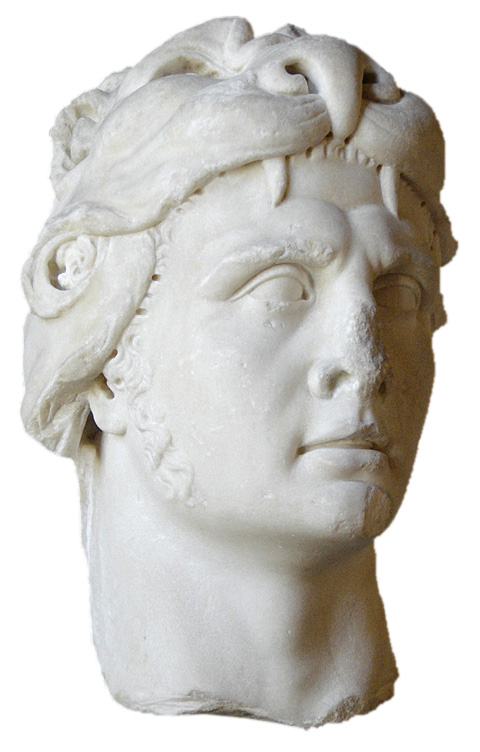
Mitridate raffigurato in una statua romana del I secolo, oggi al museo del Louvre.

Nel corso dell'inverno dell'88/87 a.C., la flotta pontica, sotto la guida dell'ammiraglio Archelao, invadeva infatti Delo (che si era ribellata ad Atene) e restituiva tutte le sue roccaforti agli Ateniesi. In questo modo Mitridate portò a se stesso nuove alleanze: oltre che tra gli Achei, a lui si univano anche Lacedemoni e Beoti (tranne la città di Thespiae, che fu subito dopo stretta d'assedio). Allo stesso tempo, Metrofane, che era stato inviato da Mitridate con un altro esercito, devastò i territori dell'Eubea, di Demetriade e Magnesia, che si erano rifiutate di seguire il re del Ponto. Il grosso delle armate romane non poté però intervenire in Acaia, se non ad anno inoltrato, a causa dei difficili scontri interni già menzionati prima tra la fazione dei populares, capitanate da Gaio Mario, e quella degli optimates, condotta da Silla. Alla fine ebbe la meglio quest'ultimo, il quale ottenne che venisse affidata a lui la conduzione della guerra contro il re del Ponto.
E mentre Silla stava ancora addestrando ed arruolando l'esercito per recarsi in Oriente a combattere Mitridate VI, Mario, avendo ancora l'ambizione di essere lui a guidare l'esercito romano contro il re del Ponto, era riuscito a convincere il tribuno Publio Sulpicio Rufo a convocare una seduta straordinaria del Senato per annullare la precedente decisione di affidare il comando a Silla. Quest'ultimo, appresa la notizia, prese una decisione grave e senza precedenti: scelse le 6 legioni a lui più fedeli e le condusse verso Roma stessa. Nessun generale, in precedenza, aveva mai osato violare con l'esercito il perimetro della città (il cosiddetto pomerio). Dopo avere preso opportuni provvedimenti compiendo una prima strage dei suoi oppositori, Silla tornò a Capua, pronto ad imbarcarsi con l'esercito per l'imminente campagna militare, e passò quindi in Grecia con 5 legioni.
Tale evento portò alla caduta di Atene nel marzo dell'86 a.C. Vendicò così l'eccidio asiatico di Mitridate, compiuto su italici e cittadini romani, compiendo un'autentica strage nella capitale achea; proibì invece l'incendio della città, permettendo però ai suoi legionari di saccheggiarla e di vendere il resto della popolazione come schiavi il giorno seguente. Catturato Aristione, chiese alla città, come risarcimento del danno di guerra, circa venti chili di oro e 600 libbre d'argento, prelevandole dal tesoro dell'Acropoli.
Poco dopo fu la volta del porto di Atene del Pireo. Da qui Archelao decise di fuggire in Tessaglia, attraverso la Beozia, dove portò ciò che era rimasto della sua iniziale armata, radunandosi presso le Termopili con quella del generale di origine tracia, Dromichete (o Tassile secondo Plutarco).
Con l'arrivo di Silla in Grecia nell'87 a.C., le sorti della guerra contro Mitridate erano quindi cambiate a favore dei Romani. Espugnate Atene e Il Pireo, il comandante romano ottenne due successi determinanti ai fini della guerra, a Cheronea, dove secondo Tito Livio caddero ben 100000 armati del Ponto, e poi a Orcomeno.
Contemporaneamente, agli inizi dell'85 a.C., il prefetto della cavalleria Flavio Fimbria, dopo aver ucciso il proprio proconsole Lucio Valerio Flacco a Nicomedia, prese il comando di un secondo esercito romano, quindi si diresse anch'egli contro le armate di Mitridate, in Asia, uscendone più volte vincitore e riuscendo a conquistare la nuova capitale di Mitridate, Pergamo, e poco mancò che non riuscisse a far prigioniero lo stesso re. Intanto, Silla avanzava dalla Macedonia, massacrando i Traci che sulla sua strada gli si erano opposti.
(Appiano, Guerre mitridatiche, 54.)
Dopo una serie di trattative iniziali, Mitridate e Silla si incontrarono a Dardano, dove si accordarono per un trattato di pace: Mitridate si sarebbe ritirato da tutti i domini antecedenti la guerra, ma sarebbe considerato di nuovo "amico del popolo romano". Questo espediente permise a Silla di tornare nell'Urbe a risolvere i suoi problemi personali, interni alla Repubblica romana.

### Seconda guerra mitridatica

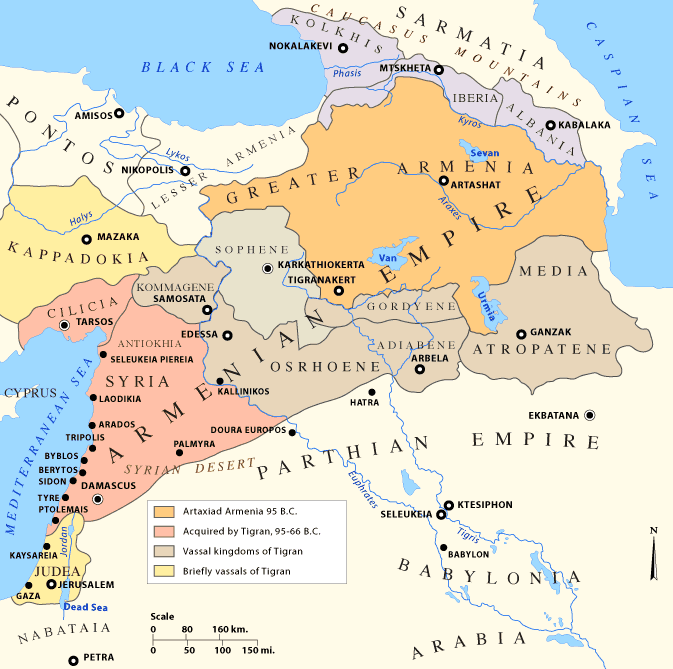
Il regno di Armenia e i vicini stati "vassalli", nella sua massima espansione sotto la dinastia Artasside, dopo le conquiste di Tigrane il Grande (dal 95 a.C. al 66 a.C.) durante le guerre mitridatiche.

La seconda guerra mitridatica si combatté dall'83 all'81 a.C. L'esercito romano era comandato da Lucio Licinio Murena, ufficiale di Silla. Stavolta la guerra ebbe esito negativo per i Romani, i quali furono sconfitti dalle truppe pontiche di Mitridate. In seguito a tali eventi Silla ordinò al proprio generale il ritiro dai territori nemici, mentre questa vittoria rafforzò il convincimento nel re asiatico che i romani non fossero invincibili, e la sua speranza di creare un grande regno asiatico che potesse contrastare la crescente egemonia romana nel bacino del Mediterraneo. Da qui, il re prese le mosse per una nuova politica espansionistica in chiave anti-romana.
Attorno all'80 a.C., il re del Ponto decise di tornare a sottomettere tutte le popolazioni libere che gravitavano attorno al Ponto Eusino. Nominato quindi quale generale di questa nuova impresa suo figlio Macare, si spinse alla conquista di quelle colonie greche che si diceva discendessero dagli Achei, di ritorno dalla guerra di Troia, al di là della Colchide. La campagna però si rivelò disastrosa, poiché furono perduti due contingenti armati, una parte in battaglia e per la severità del clima, l'altra in seguito ad un'imboscata. Quando fece ritorno nel Ponto, inviò ambasciatori a Roma per firmare una nuova pace.
Contemporaneamente, il re Ariobarzane I di Cappadocia mandò nuovi ambasciatori per lamentarsi che la maggior parte dei suoi territori non gli erano stati completamente consegnati da Mitridate, come promesso al termine della seconda fase della guerra. Poco dopo (nel 78 a.C.), inviò una nuova ambasceria per firmare gli accordi, ma poiché Silla era appena morto e il Senato era impegnato in altre faccende, i pretori non ammisero i suoi ambasciatori e non se ne fece nulla. Venuto a conoscenza della morte del dittatore romano, Mitridate persuase il genero Tigrane II d'Armenia ad invadere la Cappadocia come se fosse una sua azione indipendente. Il re armeno invase così il paese e, oltre ad un grosso bottino, si portò via con sé anche 300000 persone, che poi portò nel suo paese e stabilì insieme ad altre nella nuova capitale, chiamata Tigranocerta (città di Tigrane), dove aveva assunto il diadema di re d'Armenia.
Durante tutto questo, Sertorio, il governatore della Spagna, che incitava la provincia e tutte le vicine popolazioni a ribellarsi ai Romani, istituì un nuovo Senato ad imitazione di quella di Roma. Due dei suoi membri, un certo Lucio Magio e Lucio Fannio, proposero a Mitridate di allearsi con Sertorio, con la prospettiva comune che una guerra combattuta su due fronti opposti (Sertorio ad Occidente e Mitridate a Oriente) avrebbe portato ad ampliare i loro domini sui paesi confinanti, in Asia come in Spagna. Allettato da tale proposta, Mitridate inviò suoi ambasciatori a Sertorio, per valutare quali possibilità vi fossero per porre sotto assedio il potere romano da Oriente ed Occidente. Fu così stabilito tra le parti un patto di alleanza, nel quale Sertorio si impegnava a concedere al re del Ponto tutti i territori romani d'Asia, oltre al regno di Bitinia, la Paflagonia, la Galazia ed il regno di Cappadocia, e inviava anche un suo abile generale, un certo Marco Vario, e due altri consiglieri, Magio e Fannio Lucio, per assisterlo militarmente e diplomaticamente.

### Terza guerra mitridatica

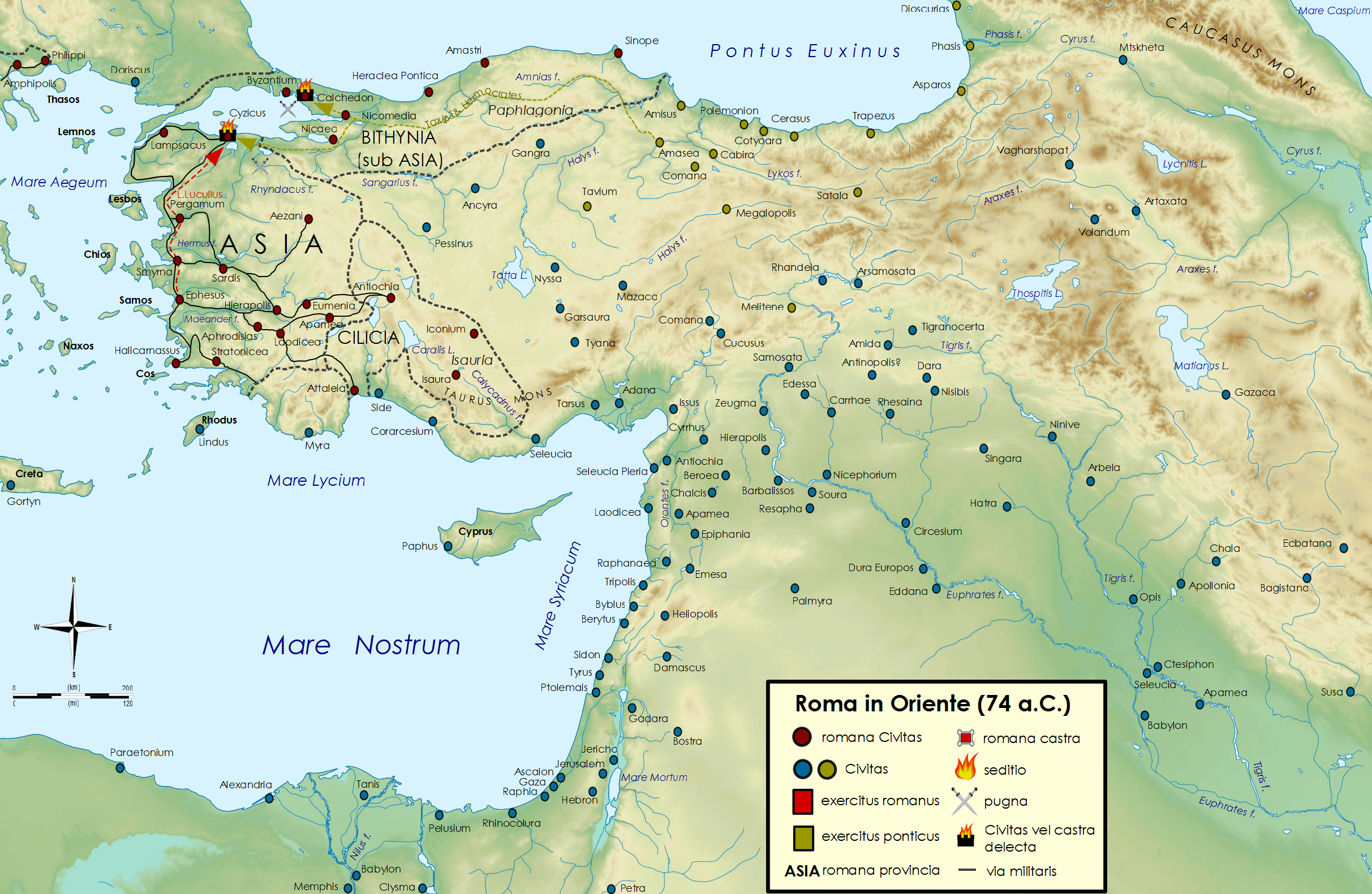
Il primo anno della terza guerra mitridatica.

La terza fase della guerra fu certamente la più lunga e risolutiva (dal 75 al 63 a.C.), che vide coinvolti, dalla parte romana generali come Lucio Licinio Lucullo (che aveva prestato servizio come prefetto della flotta sotto Lucio Cornelio Silla durante la prima fase della guerra) e Gneo Pompeo Magno, dall'altra ancora Mitridate VI ed il genero Tigrane II d'Armenia.

#### Prima fase: offensiva di Mitridate e campagne di Lucullo (74-67 a.C.)
Le operazioni militari cominciarono nella primavera del 74 a.C., quando Mitridate si affrettò a marciare contro la Paflagonia con i suoi generali, al comando del suo esercito. Egli accusava i Romani della loro avidità di potere e lussuria "al punto da aver schiavizzato l'Italia e Roma stessa", oltre al mancato rispetto del trattato precedente ed ancora in corso, affermando che essi non erano disposti a firmare poiché stavano già pensando di violarlo di nuovo.
Poco dopo Mitridate invase la Bitinia, divenuta da poco provincia romana, in seguito alla morte del suo re Nicomede IV, che non aveva figli e perciò decise di lasciare il suo regno in eredità ai Romani. L'allora governatore provinciale, Marco Aurelio Cotta, fuggì a Calcedonia, lasciando la Bitinia nelle mani di Mitridate. Mentre quest'ultimo assediò poi Calcedonia, i Romani scelsero come generale il console Lucio Licinio Lucullo per questa nuova fase della guerra contro il re del Ponto. Giunto in Asia, Lucullo raggiunse Mitridate, che aveva abbandonato l'assedio e si era accampato nei pressi di Cizico. La città fu posta sotto assedio, ma poiché il proconsole romano era venuto a conoscenza dai disertori che i rifornimenti dell'esercito del re giungevano sia via terra sia via mare, decise di "tagliare" quelli del nemico, tanto che Lucullo disse ai suoi amici e collaboratori che "avrebbe battuto il nemico, senza combattere". E mentre Mitridate assediava Cizico, con Lucullo certamente non spettatore inerte, sul finire dell'autunno un certo Eumaco, generale del re del Ponto, invase la Frigia e uccise una grande moltitudine di cittadini romani, comprese mogli e figli; poi soggiogò anche le popolazioni della Pisidia, dell'Isauria e della Cilicia. Infine Deiotaro, uno dei Tetrarchi della Galazia, guidò i suoi contro il generale pontico, uccidendo molti dei suoi armati.
Quando giunse l'inverno (73-72 a.C.), l'esercito di Mitridate, privato dei suoi approvvigionamenti via mare, si trovò a dover soffrire la fame, tanto che alcuni soldati perirono poiché troppo indeboliti, finché Mitridate cominciò a pensare di abbandonare l'assedio, decidendo di fuggire una notte e dirigendosi con la sua flotta a Pario, mentre il suo esercito lo avrebbe seguito via terra a Lampsaco. Durante l'attraversamento di Aesepus e del Granico, che allora era in piena, molti però perirono sotto l'attacco delle forze romane di Lucullo che li aveva inseguiti, mentre gli abitanti di Cizico riuscirono a scampare all'assedio di Mitridate, e riuscirono anche a depredare il suo campo, massacrando i malati e i feriti rimasti.
Nel suo impegno a salvare la città di Cizico, Lucullo era riuscito a raccogliere una flotta della provincia asiatica e l'aveva distribuita tra i suoi legati, i quali erano riusciti ad occupare Apamea, Prusia, Nicea e altri territori. Poco dopo, il generale romano raggiunse e batté le forze nemiche di Mario (o Vario), Alessandro e Dionisio in un'isola vicino a Lemnos, per poi dirigersi in Bitinia.

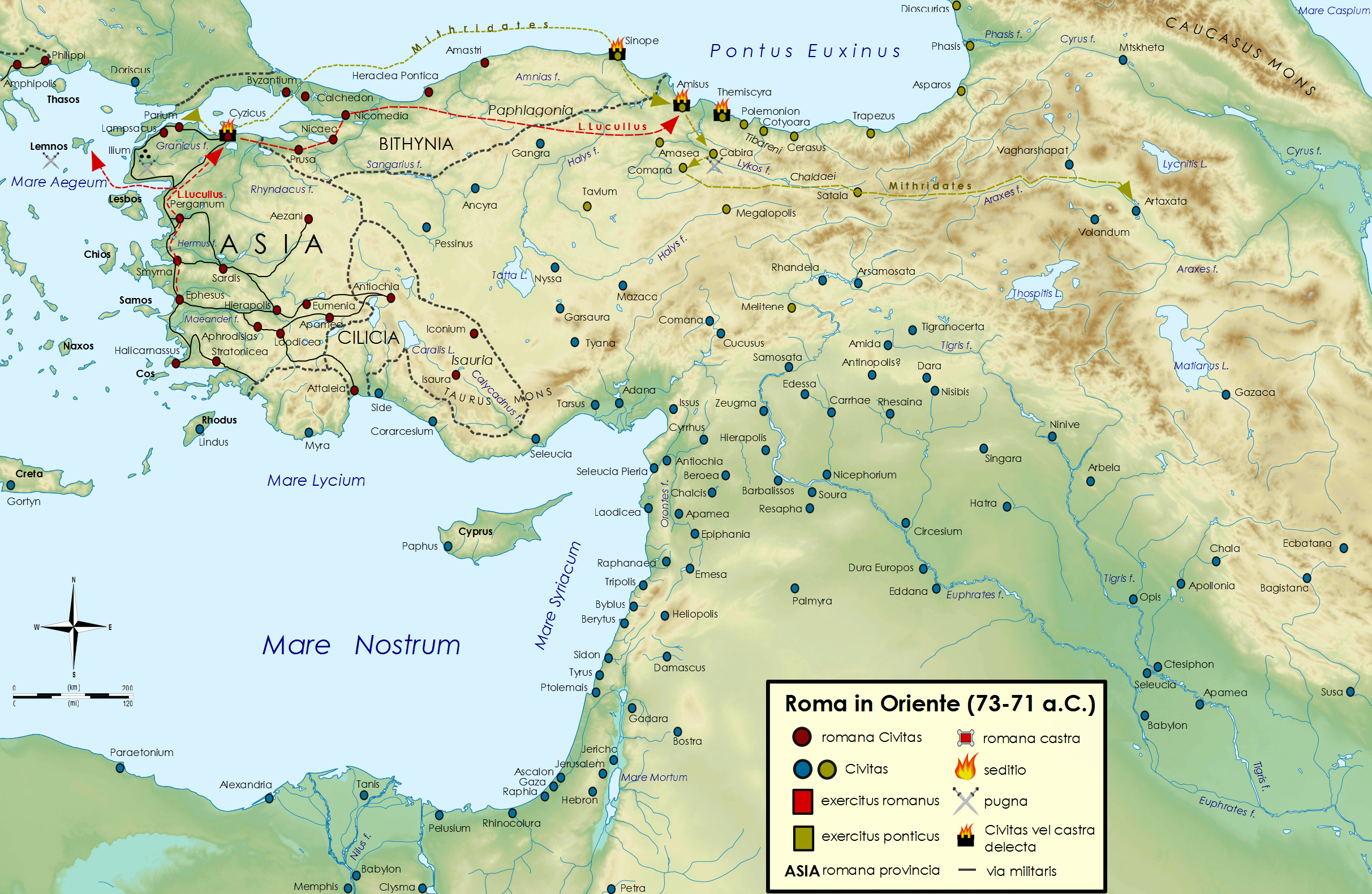
Gli anni 73-71 a.C. della terza guerra mitridatica

Frattanto Mitridate, salpato per il Ponto, fu colpito da una terribile tempesta nella quale per poco non perse la vita, insieme a 10000 uomini e sessanta navi. Salvato dai pirati, subito dopo inviò appelli al genero Tigrane II d'Armenia e a suo figlio Macare, sovrano del Bosforo Cimerio, affinché si affrettassero a venirgli in aiuto.
Con la primavera del 72 a.C., Lucullo lasciò a Murena il compito di portare a termine l'assedio di Amiso, e marciò attraverso le montagne contro Mitridate. Raggiunta Cabira, avvenne un nuovo scontro dove anche questa volta Lucullo ebbe la meglio mentre Mitridate si diede alla fuga di notte. Tito Livio parla addirittura di più di 60000 soldati pontici uccisi nel corso della battaglia. Vedendo vasi d'oro e d'argento in abbondanza, oltre a vestiti molto costosi, i soldati romani ignorarono ogni ordine, e alcuni di loro dopo aver catturato lo stesso Mitridate, videro un mulo carico d'oro del suo seguito, e impegnati com'erano a dividersi il bottino, permisero al re del Ponto di fuggire e recarsi a Comana.
Qui Mitridate trovò rifugio presso Tigrane II, insieme a 2000 cavalieri. Sembra però che il re armeno non lo ammise alla sua presenza per lungo tempo, pur offrendogli una delle sue residenze imperiali.
Nel 71 a.C. Lucullo marciò contro le ultime resistenze nemiche, soggiogando Calibi e Tibareni e occupando l'Armenia Minore. Contemporaneamente inviava a Tigrane il cognato Appio Claudio per chiedere la consegna di Mitridate.

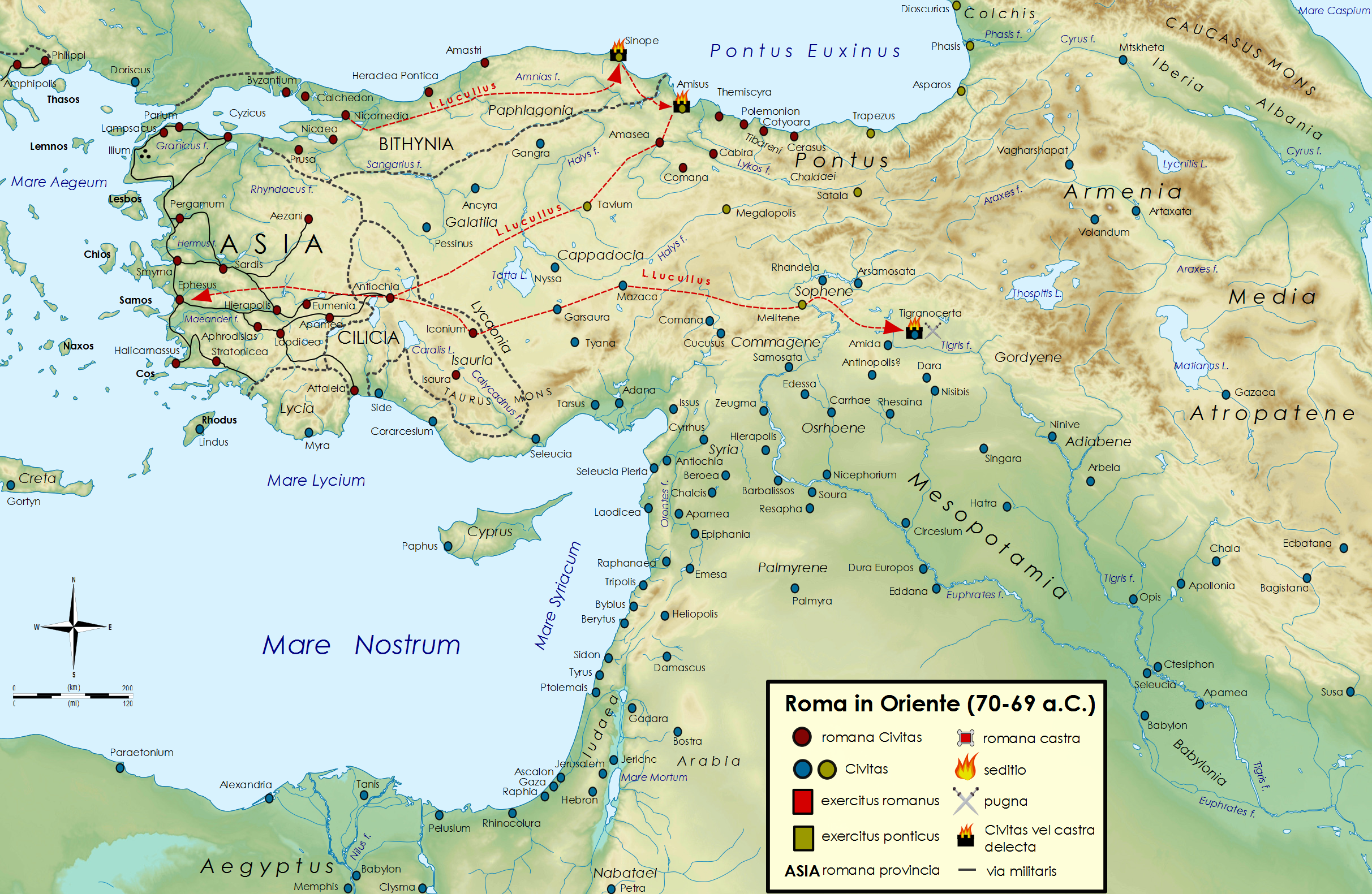
Gli anni 70-69 a.C. della terza guerra mitridatica

Nel 70 a.C. la città di Sinope continuò a resistere con forza al generale romano, fino a quando non capitolò definitivamente e i suoi abitanti fuggirono via mare. Lucullo occupò la città, la rese libera e la ripopolò. In seguito, si diresse su Amiso, dove era in corso l'assedio della città da parte del suo legato, Murena. Ma il generale che ne difendeva le sue mura, Callimaco, diede fuoco alla città prima di abbandonarla, sia per privare gli assalitori del bottino, sia per facilitarsi la fuga. Contemporaneamente Lucullo entrò in rapporti di amicizia e alleanza con uno dei figli di Mitridate, un certo Macare.
Portate a termine le operazioni militari, decise di riorganizzare le province asiatiche e amministrare la giustizia. Plutarco racconta che, scoperto che gli abitanti della provincia si trovavano in condizioni assai gravose (addirittura alcuni erano stati ridotti in schiavitù dagli esattori fiscali o dagli usurai a cui avevano chiesto dei debiti), decise di porvi rimedio, liberando la popolazione asiatica da una simile condizione di "schiavitù". Gli usurari però rifiutarono le condizioni di Lucullo e sollevarono la questione a Roma stessa contro il proconsole romano; corruppero alcuni tribuni affinché procedessero contro di lui, essendo uomini di grande influenza, che avevano numerosi debitori tra i politici romani. Ma Lucullo non solo era amato dalla popolazione che aveva beneficato del suo aiuto: addirittura, anche le altre province limitrofe gli chiesero di diventare loro amministratore e governatore.
E mentre Lucullo amministrava la giustizia ad Efeso, Appio tornò da Antiochia, con il responso negativo di Tigrane. Era ormai chiaro che, ancora una volta, la guerra fosse inevitabile. Contemporaneamente Mitridate e Tigrane stabilirono di invadere Cilicia e Licaonia, fino all'Asia, prima che ci fosse una formale dichiarazione di guerra.
Nel 69 a.C., Lucullo si diresse con sole due legioni e 500 cavalieri contro Tigrane, che si era rifiutato di consegnargli Mitridate. Sembra che i suoi soldati seguirono Lucullo in modo riluttante, mentre i tribuni della plebe a Roma sollevavano una protesta contro di lui, accusandolo di cercare una guerra dopo l'altra per arricchirsi. Lucullo attraversò l'Eufrate, poi il Tigri ai confini dell'Armenia, e giunse nei pressi della capitale Tigranocerta.
E mentre Sestilio poneva sotto assedio la città Lucullo affrontava in battaglia Tigrane e lo batteva, seppure con forze nettamente inferiori. Plutarco racconta che 100000 furono i morti tra gli Armeni, quasi tutti fanti, contro solo cinque morti e un centinaio di feriti tra i Romani. E sembra che lo stesso Tito Livio abbia ammesso che mai prima d'ora i Romani erano risultati vincitori con forze pari a solo un ventesimo dei nemici, elogiando così le grandi doti tattiche di Lucullo, che era riuscito con Mitridate a sconfiggerlo "temporeggiando", ed invece con Tigrane a batterlo grazie alla rapidità, due doti apparentemente in antitesi, che Lucullo seppe utilizzare a seconda del nemico affrontato.
Quando Mitridate seppe della terribile sconfitta patita dalle truppe di Tigrane, corse incontro al sovrano armeno e lo rincuorò affinché assemblassero insieme una nuova armata; Intanto, Tigranocerta cadde anch'essa in mano romana.
Durante l'inverno del 69-68 a.C., molti sovrani orientali vennero a fare omaggio a Lucullo dopo la vittoria di Tigranocerta, chiedendogli alleanza e amicizia. Agli inizi del nuovo anno, Tigrane e Mitridate attraversarono l'Armenia raccogliendo una nuova armata, e il comando generale fu affidato questa volta all'ex-re del Ponto, proprio perché Tigrane pensava che i disastri precedenti gli avevano sufficientemente insegnato ad essere prudente.
I due mandarono inoltre dei messaggeri al re dei Parti, per sollecitarne un concreto aiuto (paventando anche future campagne dei Romani contro gli stessi, in caso di successo contro Armeni e Pontici), ma Lucullo, che a sua volta aveva provveduto ad inviarne dei suoi, si accorse del doppio gioco del sovrano partico Fraate III (che sembra avesse promesso la sua alleanza a Tigrane, in cambio della cessione della Mesopotamia), e decise di marciare contro lo stesso, lasciando perdere per il momento Mitridate e Tigrane, ma il rischio di un ammutinamento generale delle truppe romane, stanche di questa lunga guerra, costrinse il proconsole romano a rinunciare alla campagna partica, tornando a concentrarsi sul nemico armeno.

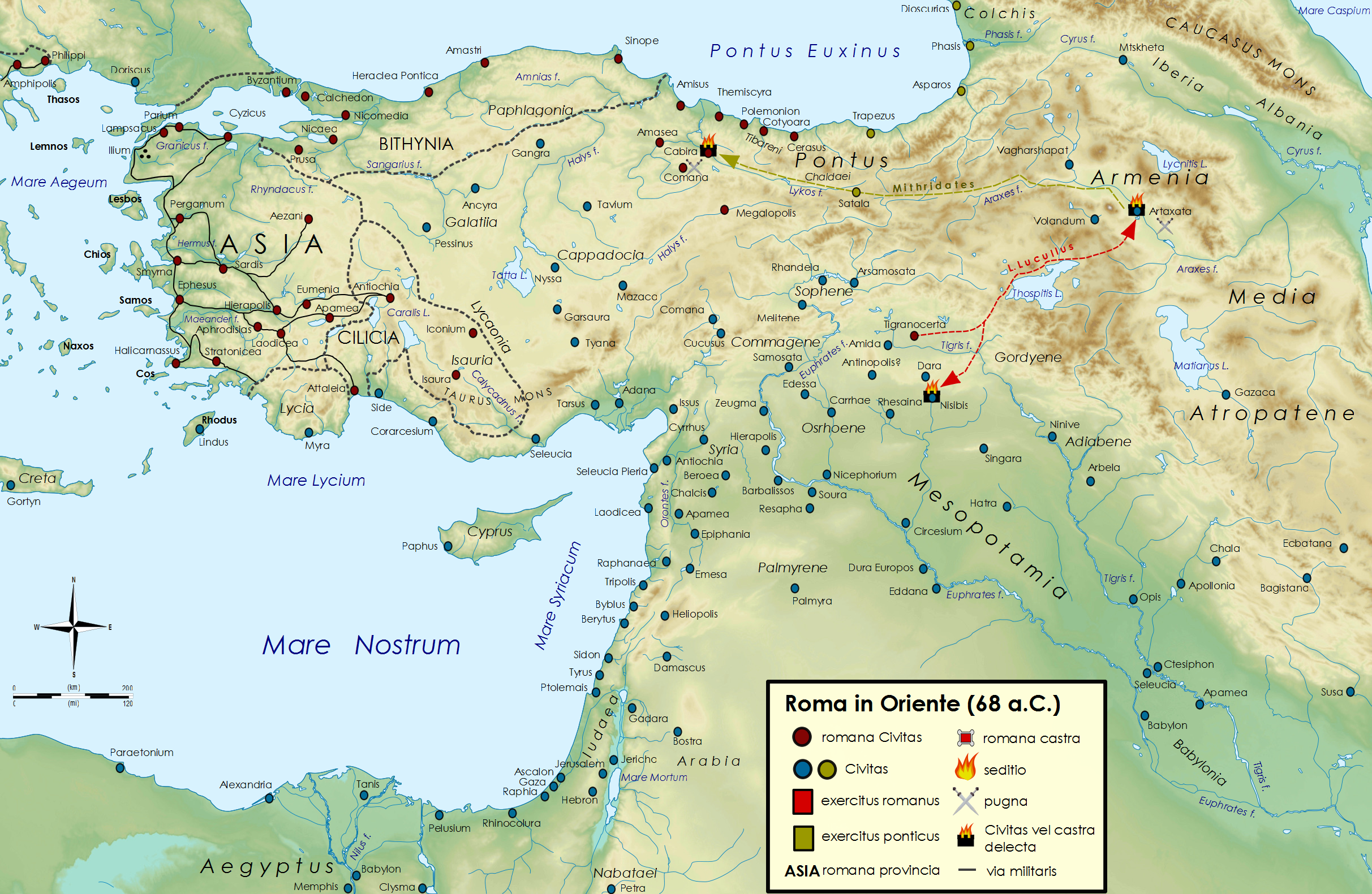
L'anno 68 a.C. della terza guerra mitridatica

Intanto Mitridate e Tigrane avevano raccolto insieme un nuovo gigantesco esercito. Il nuovo inevitabile scontro fu combattuto questa volta non molto distante dalla seconda capitale del regno d'Armenia, Artaxata. Anche in questa circostanza i Romani ebbero la meglio sull'alleanza armeno-pontica, e Livio avrebbe detto riguardo a questa battaglia, secondo quanto tramandatoci da Plutarco, che se nella prima battaglia contro Tigrane furono uccisi più nemici armeni, in questa seconda furono però uccisi, fatti prigionieri e resi schiavi un numero maggiore di più alti dignitari.
Incoraggiato da questa vittoria, Lucullo era deciso ad avanzare ulteriormente verso l'interno e sottomettere l'intero regno armeno. Ma, contrariamente a quanto ci si poteva attendere, il clima di quel paese nel periodo dell'equinozio d'autunno era già molto rigido, tanto che alcuni territori risultavano già interamente coperti di neve, generando un grande disagio nelle truppe. Di conseguenza, i legionari cominciarono a lamentarsi delle continue difficoltà che incontravano giornalmente, prima inviando al proconsole delegazioni affinché desistesse da questa nuova impresa militare in un periodo tanto freddo, poi, non ricevendo adeguate risposte, tenendo tumultuose assemblee, fino a ribellarsi apertamente agli ordini del loro comandante. Lucullo fu così costretto, ancora una volta, a tornare indietro; tornò così ad attraversare il Taurus e questa volta discese nel paese chiamato Migdonia, dove assediò e occupò la fiorente città di Nisibis.
La fortuna e il consenso presso le sue truppe ormai vacillavano da troppo tempo per Lucullo, tanto che certe lamentele sulle recenti campagne militari condotte in Oriente, senza un preventivo appoggio del Senato, giunsero anche a Roma, dove fu deciso di sostituire il proconsole romano nel comando della sua provincia e di mandare in congedo buona parte dei suoi soldati. Lucullo si trovava così ad essere esonerato non solo per aver scontentato le sue truppe, ma anche per essersi inimicato la potente fazione di usurai e pubblicani d'Asia. Frattanto Tigrane si ritirò all'interno del proprio regno, riconquistandone alcune parti in precedenza perdute mentre Mitridate si affrettò a riconquistare anch'egli parte degli antichi territori del Ponto e dell'Armenia Minore, entrambi approfittando dei dissidi interni sul comando dei Romani.
Trascorso l'inverno (del 68-67 a.C.), Mitridate tornò a scontrarsi con i Romani, riuscendo a batterli pesantemente presso Zela e rioccupando così gli antichi possedimenti. Contemporaneamente l'altro Mitridate I di Media Atropatene, genero di Tigrane, piombò anch'egli sui Romani e ne fece una grande strage. Secondo quando ci racconta Appiano, mentre Lucullo era ormai accampato non molto distante da Mitridate, il proconsole d'Asia gli inviò alcuni messaggeri per informarlo che, poiché lo stesso aveva prolungato inutilmente la guerra, Roma lo esautorava dal comando e dava l'ordine perentorio ai suoi soldati di dissociarsi ed abbandonarlo. Quando questa informazione raggiunse l'esercito, le legioni furono tutte sciolte. Nella versione di Livio, Plutarco e Cassio Dione fu invece a causa di una nuova sedizione tra i soldati, che Lucullo non poté continuare a combattere contro Mitridate e Tigrane, poiché abbandonato dalle proprie truppe.
(Cassio Dione Cocceiano, Storia romana, XXXVI, 16.2-3.)
Venuto a conoscenza di questi fatti, Mitridate decise di invadere nuovamente la Cappadocia, riuscendo a conquistare quasi tutti i suoi vecchi domini.

#### Seconda fase: il comando romano passa da Lucullo a Pompeo (66-63 a.C.)

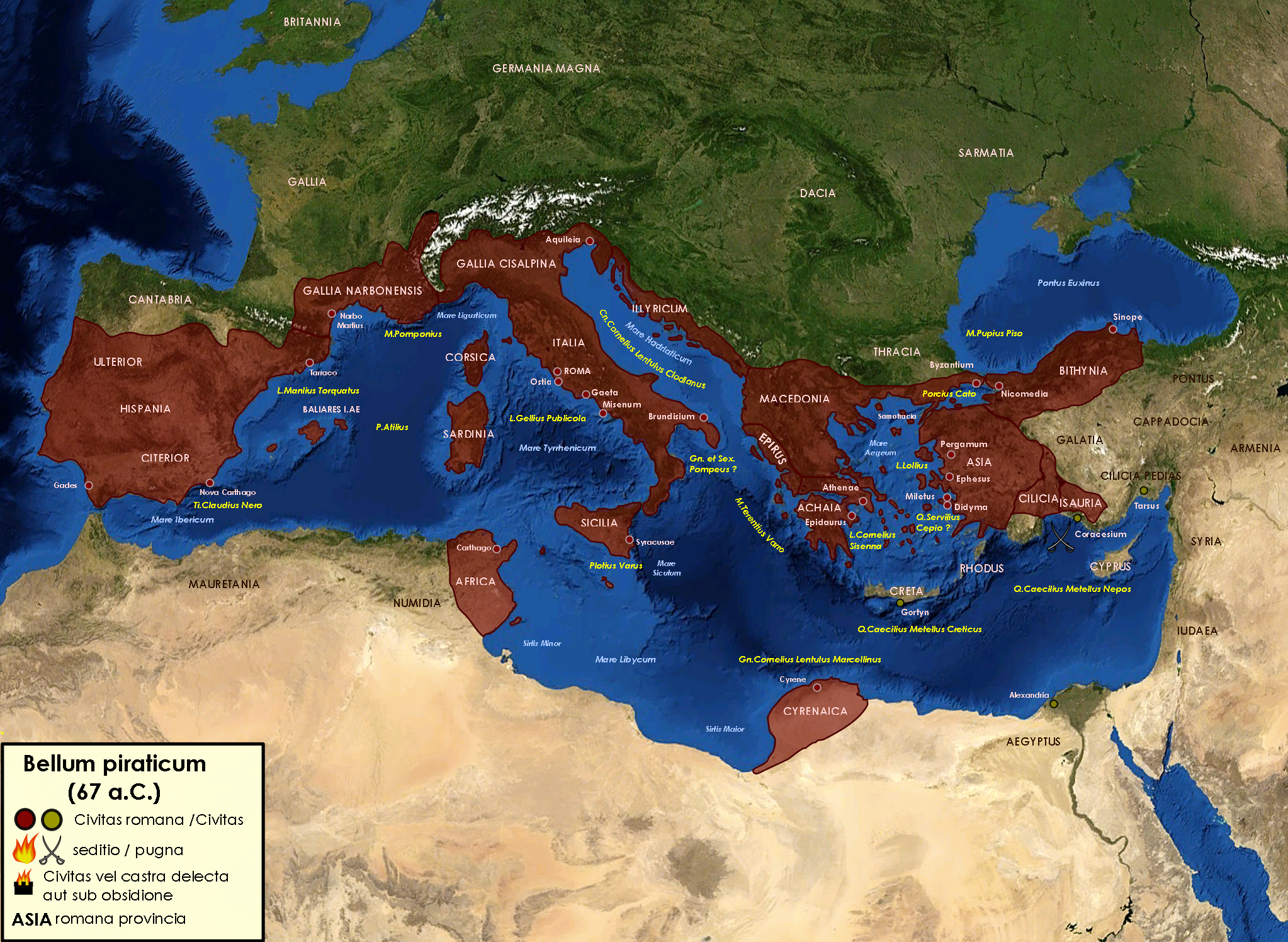
Mappa generale del Bellum piraticum di Pompeo, con i relativi comandanti, per area territoriale

E mentre Lucullo era ancora impegnato con Mitridate e Tigrane II, Gneo Pompeo Magno riusciva a ripulire l'intero bacino del Mediterraneo dai pirati, strappando loro l'isola di Creta e le coste della Licia, della Panfilia e della Cilicia (nel 67 a.C.); la Cilicia vera e propria (Trachea e Pedias), che era stata covo di pirati per oltre quarant'anni, fu in tal modo definitivamente sottomessa, con la città di Tarso che divenne la capitale dell'intera provincia romana, affiancata dalla fondazione di ben 39 nuove città. La rapidità della campagna indicò che Pompeo aveva avuto talento, come generale, anche in mare, con forti capacità logistiche e straordinaria disciplina e abilità organizzativa.
Pompeo fu dunque incaricato di condurre una nuova guerra in Oriente contro Mitridate VI (nel 66 a.C.), grazie alla lex Manilia, proposta dal tribuno della plebe Gaio Manilio e appoggiata politicamente da Cesare e Cicerone (fu il secondo comando sostenuto da Cesare a favore di Pompeo). Questo comando gli affidava la riorganizzazione dell'intero bacino del Mediterraneo orientale, con un potere illimitato mai prima d'ora conferito a nessuno, e attribuendogli a tutte le forze militari al di là dei confini dell'Italia romana. Plutarco racconta anche che, una volta assunto il comando delle operazioni in Oriente, Pompeo per prima cosa inviò a Mitridate un certo Metrofane, con il compito di presentare al re del Ponto favorevoli proposte, ma rimase inascoltato; sembra infatti che Mitridate contava di farsi alleato il re dei Parti, Fraate III, che però si era già accordato con Pompeo alle medesime condizioni, e aveva ricevuto il consiglio dal proconsole romano di assalire l'Armenia di Tigrane (Gordiene).

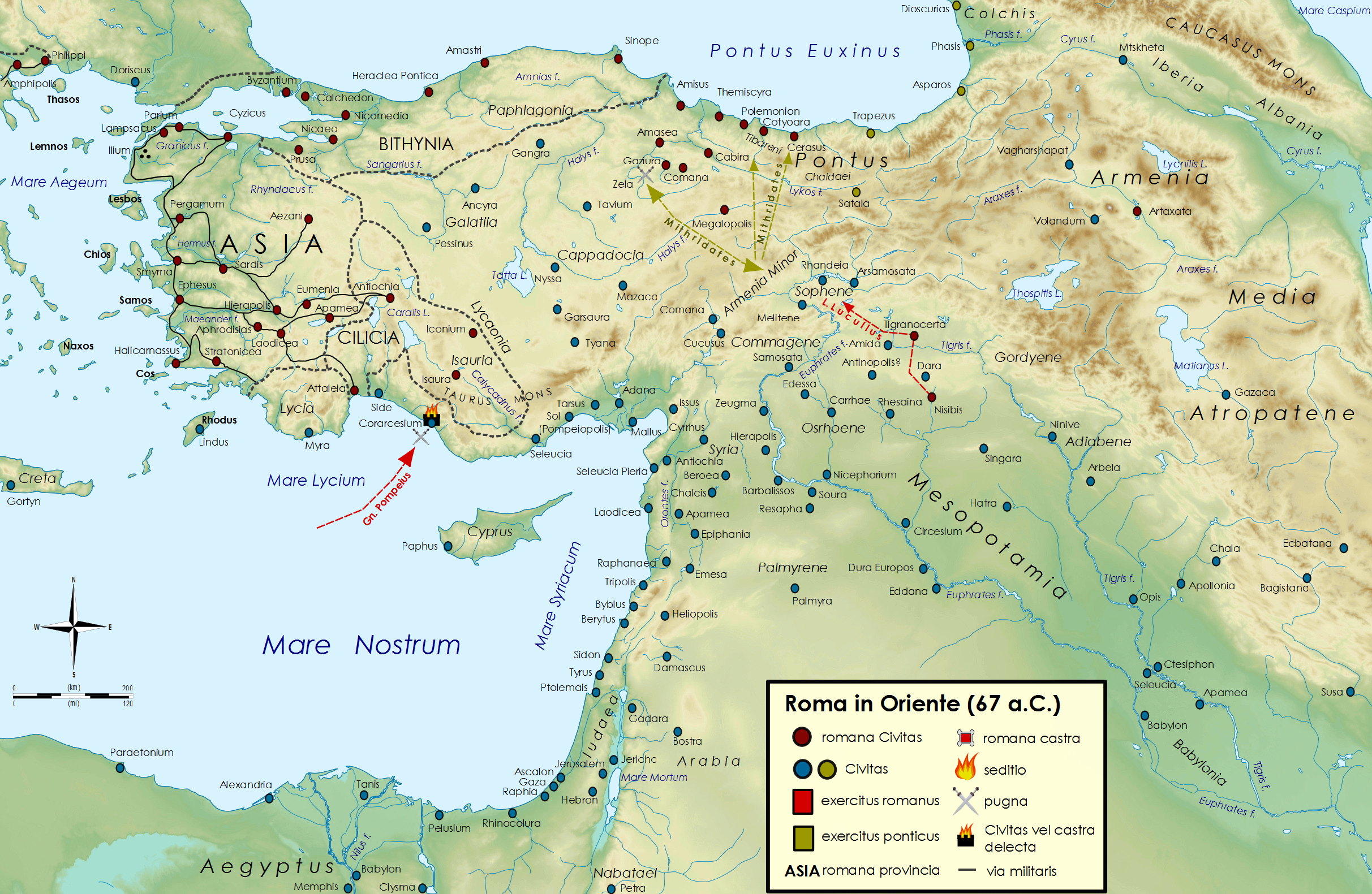
L'anno 67 a.C. della terza guerra mitridatica

Avendo capito che era necessario continuare la guerra contro Mitridate, Pompeo compì i necessari preparativi. Giunto in Galazia, incontrò Lucullo sulla via del ritorno. Malgrado le apparenze, l'incontro tra i due generali fu carico di tensione, come ci raccontano Plutarco e Cassio Dione Cocceiano. Raccolto quindi il suo esercito, marciò nei territori ancora appartenenti a Mitridate. Dione aggiunge che Mitridate, poiché inizialmente disponeva di un numero di armati inferiore a quello di Pompeo, si diede al saccheggio, obbligando Pompeo a corrergli dietro, oltre a cercare in ogni modo di bloccargli i rifornimenti. Alla fine Pompeo riuscì nel suo intento di intercettare l'armata mitridatica: si racconta infatti che una notte, postosi in agguato in un luogo favorevole, organizzò un'improvvisa sortita nell'accampamento nemico del re del Ponto, facendone grande strage. Incoraggiato da questa prima vittoria, il proconsole romano inviò alcuni dei suoi uomini alla ricerca di nuovi approvvigionamenti. Non molto tempo dopo, Mitridate fu nuovamente battuto, questa volta in modo pressoché definitivo, nella battaglia di Nicopoli al Lico.
Ancora una volta Mitridate fu costretto alla fuga, provando ad essere ricevuto dal genero Tigrane attraversando territori impervi e rocciosi con poche truppe ad assisterlo; ma poiché Tigrane sospettava che il suo omonimo figlio gli si fosse rivoltato contro per istigazione del nonno Mitridate, non solo quest'ultimo non fu ricevuto, ma i suoi messaggeri furono arrestati ed imprigionati. Mitridate decise allora di dirigersi nella Colchide, e poi lungo la costa pontica, raggiungere la Scizia fino al Mar d'Azov (Meotide) e poi andare al regno del Bosforo. Qui egli aveva intenzione di sottrarre il regno al figlio traditore, Macare (ora alleatosi ai Romani), per poi tornare ad attaccare i Romani, questa volta dall'Europa, mentre il grosso delle armate era ancora concentrato in Asia Minore, e tra di loro c'era il canale del Bosforo. Raggiunti questi territori, riuscì a far uccidere il figlio, insieme a tutti quegli amici che aveva lasciato in posizioni di potere nel Ponto e lo avevano tradito, e al contrario lasciò liberi tutti gli amici del figlio, poiché si erano comportati in quel modo per il rapporto di amicizia che avevano avuto con Macare.

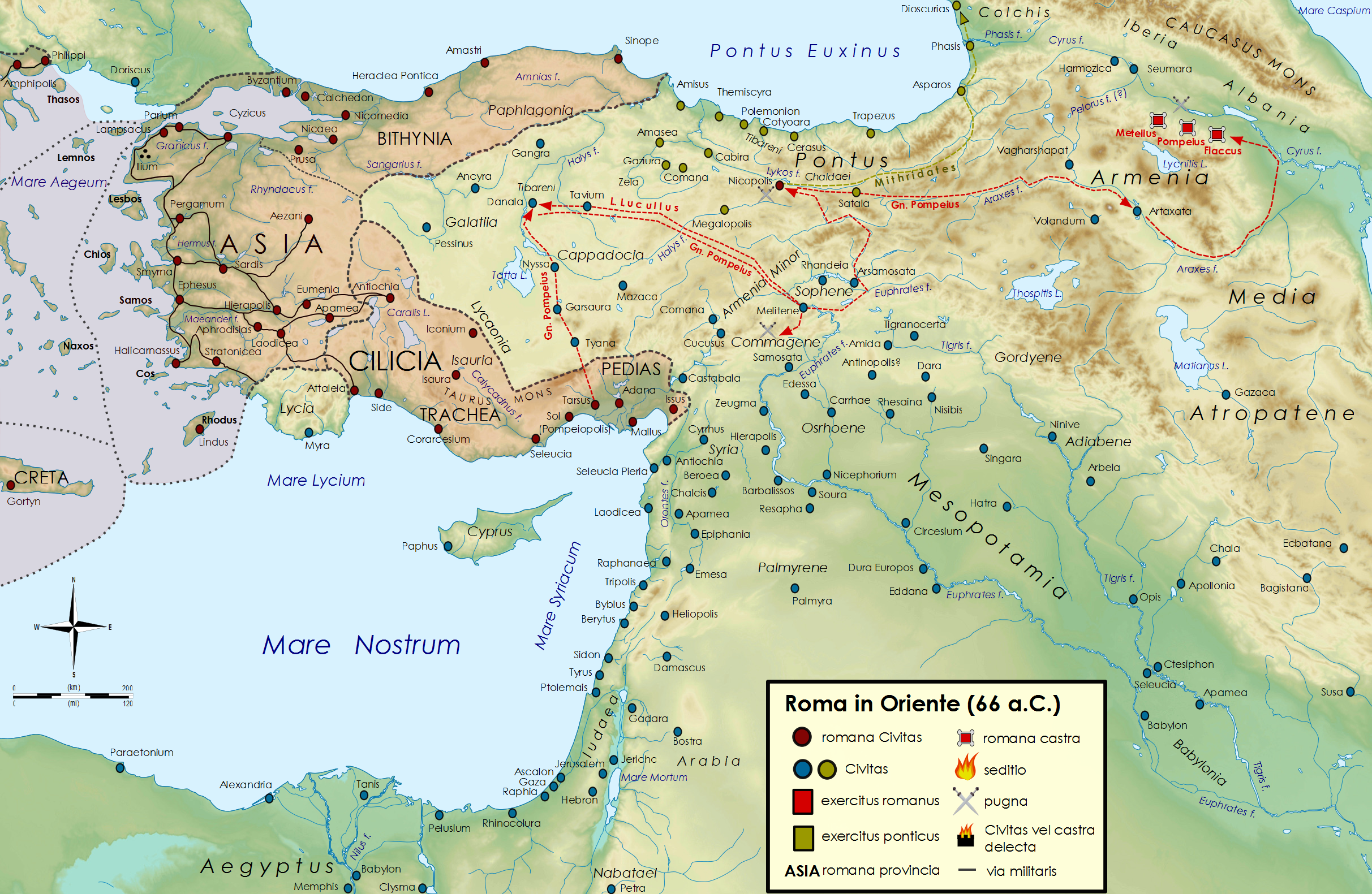
L'anno 66 a.C. della terza guerra mitridatica

Frattanto Pompeo marciava contro l'Armenia, deciso a portare la guerra contro quel Tigrane che aveva prestato aiuto a Mitridate. Era ormai prossimo alla residenza reale di Artaxata, ma il re armeno non aveva nessuna intenzione di continuare le ostilità, tanto più che era in lotta con l'omonimo figlio. Si racconta infatti che il giovane Tigrane si rifugiò presso Pompeo come supplice, sebbene fosse nipote di Mitridate, poiché la reputazione del proconsole romano presso i barbari era grande, per giustizia e magnanimità. Dione aggiunge che Pompeo lo prese come guida e marciò contro l'Armenia e il vecchio Tigrane, il quale, fiducioso anch'egli che avrebbe ottenuto il perdono da Pompeo, decise di arrendersi e denunciò il comportamento del figlio traditore. Il giorno seguente dopo averli ascoltati, Pompeo perdonò a Tigrane padre ciò che aveva fatto contro Roma, e lo riconciliò con il figlio. Quest'ultimo fu posto a capo della Sofene e della Gordiene; al padre lasciò la sola Armenia, con la promessa che alla sua morte avrebbe lasciato tutto in eredità al figlio. Queste furono le condizioni di pace:
- l'abbandono di tutti i territori che aveva conquistato durante la guerra, ovvero la Cappadocia, la Siria dall'Eufrate al mare e la Fenicia, facendosi consegnare personalmente una parte della Cilicia, che aveva sottratto in precedenza al re seleucide Antioco XII.[173][174][175][176]
- il pagamento di un tributo a Roma[175] che prevedeva 6000 talenti talenti per Pompeo, 50 dracme ciascuno per ogni legionario romano, 1000 per ogni centurione e 10000 per ciascun tribunus militum.[165][177]

Ma poiché il figlio cercò di venire in possesso di tutto il tesoro (e sembra anche abbia attentato ancora una volta alla vita del padre), Pompeo lo fece arrestare, lo inviò a Roma per il suo trionfo e in seguito lo fece uccidere. Fu quindi trovato un accordo tra la Repubblica e il regno dei Parti, secondo il quale il fiume Eufrate avrebbe costituito, d'ora in poi, il confine tra i due stati. Ad Ariobarzane diede indietro, ancora una volta, la Cappadocia, aggiungendo ora la Sofene e la Gordiene, oltre alla città di Castabala ed altre della Cilicia. Poco dopo Ariobarzane affidò il suo regno al figlio, quando era ancora in vita. E prima che terminasse l'anno, Pompeo attraversò i monti del Tauro e condusse una guerra sia contro Antioco I di Commagene, costringendolo a chiedere la pace, sia contro Dario di Media, che mise in fuga, perché aveva prestato aiuto ad Antioco o a Tigrane prima di lui. Divise quindi l'esercito in tre parti e svernò nella regione dell'Anaitide, presso il fiume Cyrus.
L'anno successivo (65 a.C.) vide il generale romano, ormai deciso ad inseguire Mitridate attraverso la Colchide, impegnato contro le popolazioni caucasiche di Albani e Iberi. Si racconta infatti che Orose, re degli Albani (amico di Tigrane-figlio e timoroso della potenza dei Romani) e Artoce, re degli Iberi, misero in campo ben 70000 armati per fronteggiarlo in tre differenti agguati, uno dei quali presso il fiume Cyrus, che si getta poi nel mar Caspio. Orose voleva colpire i Romani durante la festa dei Saturnalia, mentre erano ancora divisi in tre differenti armate, ma gli andò male ovunque, e fu costretto a ritirarsi. Tra gli ostaggi e i prigionieri furono trovati anche numerose donne, che sembra avessero subito delle ferite, tanto quanto gli uomini. Appiano di Alessandria sostiene che poteva trattarsi delle Amazzoni, se non altro poiché il loro paese d'origine non era molto distante.

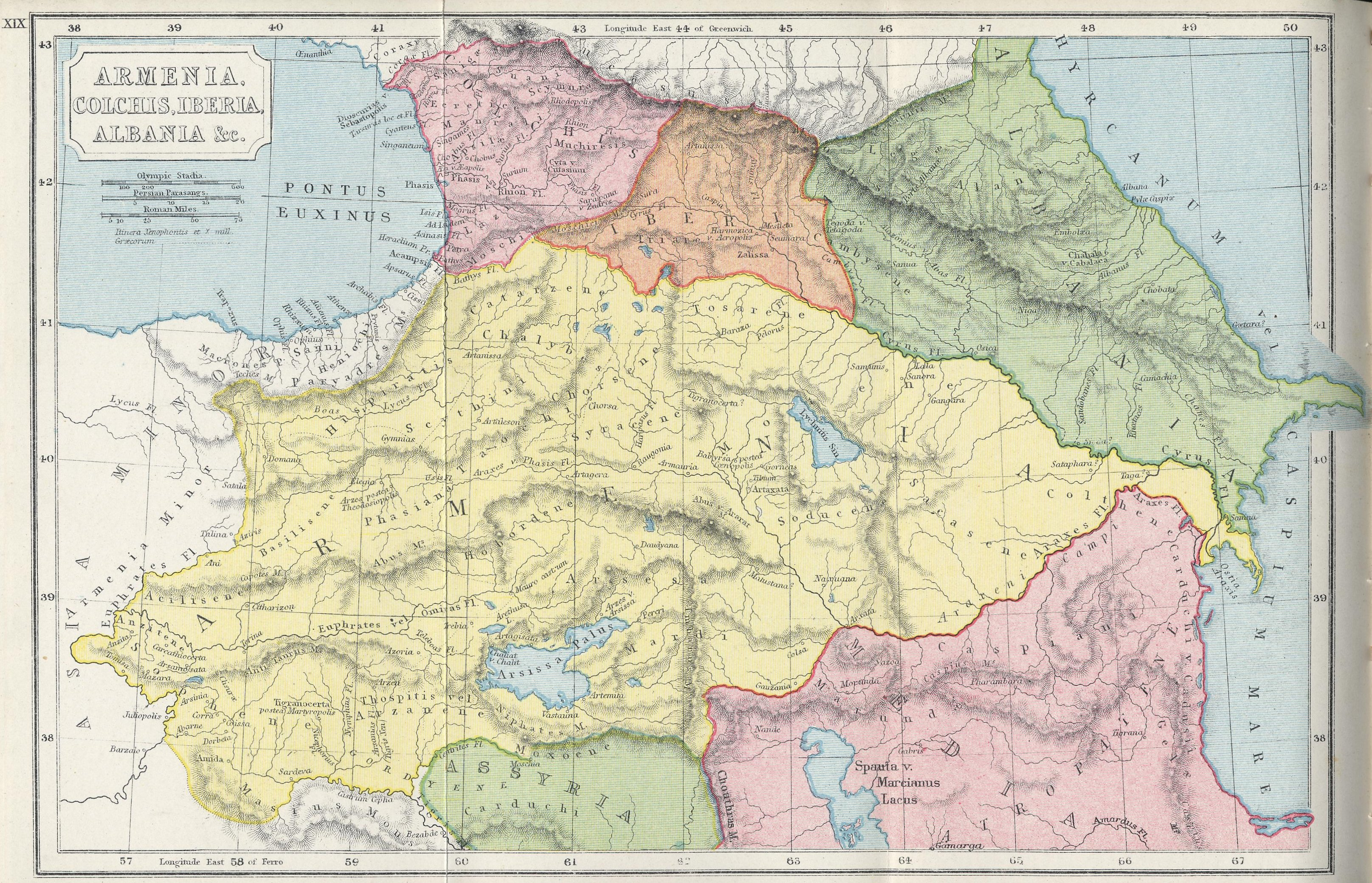
Colchide, Iberia e Albania caucasica, al tempo della guerra di Pompeo contro Albani e Iberi.

Fu quindi la volta di Artoce degli Iberi (che abitavano su entrambe le sponde del Cyrus, ed avevano come vicini sia gli Albani, sia gli Armeni), che temendo che Pompeo potesse invadere anche il suo regno, inviò al proconsole romano degli ambasciatori, in apparenza con amicizia, mentre egli stesso si apprestava ad attaccarlo. Avendo Pompeo saputo delle reali intenzioni del re iberico, decise di anticiparne i piani e passò al contrattacco. Terrorizzato dall'improvvisa avanzata, Artoce non provò neppure a dispiegare l'esercito, forte di 40000 armati; al contrario decise di ritirarsi rapidamente oltre il fiume. Padrone del passo, Pompeo conquistò l'intera regione al di qua del fiume.
Sottomessi pertanto anche gli Iberi, Pompeo pensò di rivolgere le sue mire ad occidente, dove scorreva il fiume Fasi, e passare nella Colchide, discendendo tale fiume e poi raggiungendo Mitridate nel Bosforo Cimmerio, ma gli Albani si rivoltarono nuovamente,, costringendolo a perder tempo prezioso e interrompere l'inseguimento al re del Ponto in modo definitivo. Dopo questi fatti, Pompeo concluse trattati di alleanza con altre popolazioni limitrofe del Caucaso, fino al Mar Caspio.
Mentre Pompeo era intento a stipulare nuovi trattati di amicizia con le popolazioni caucasiche, vennero da lui alcuni ambasciatori del re dei Parti, allo scopo di rinnovare il trattato esistente, considerando che i vari luogotenenti del generale romano avevano sottomesso le restanti regioni di Armenia e Ponto, e Gabinio si era spinto oltre l'Eufrate fino al Tigri, generando grande apprensione nel sovrano partico Fraate III, al quale Pompeo sembra richiese la Conduene, ovvero la regione per la quale Fraate e Tigrane stavano litigando. Non ricevendo però risposta da Fraate, inviò il suo legato Lucio Afranio a prenderne possesso (respingendo le forze partiche fino ad Arbela), per poi concederlo a Tigrane.

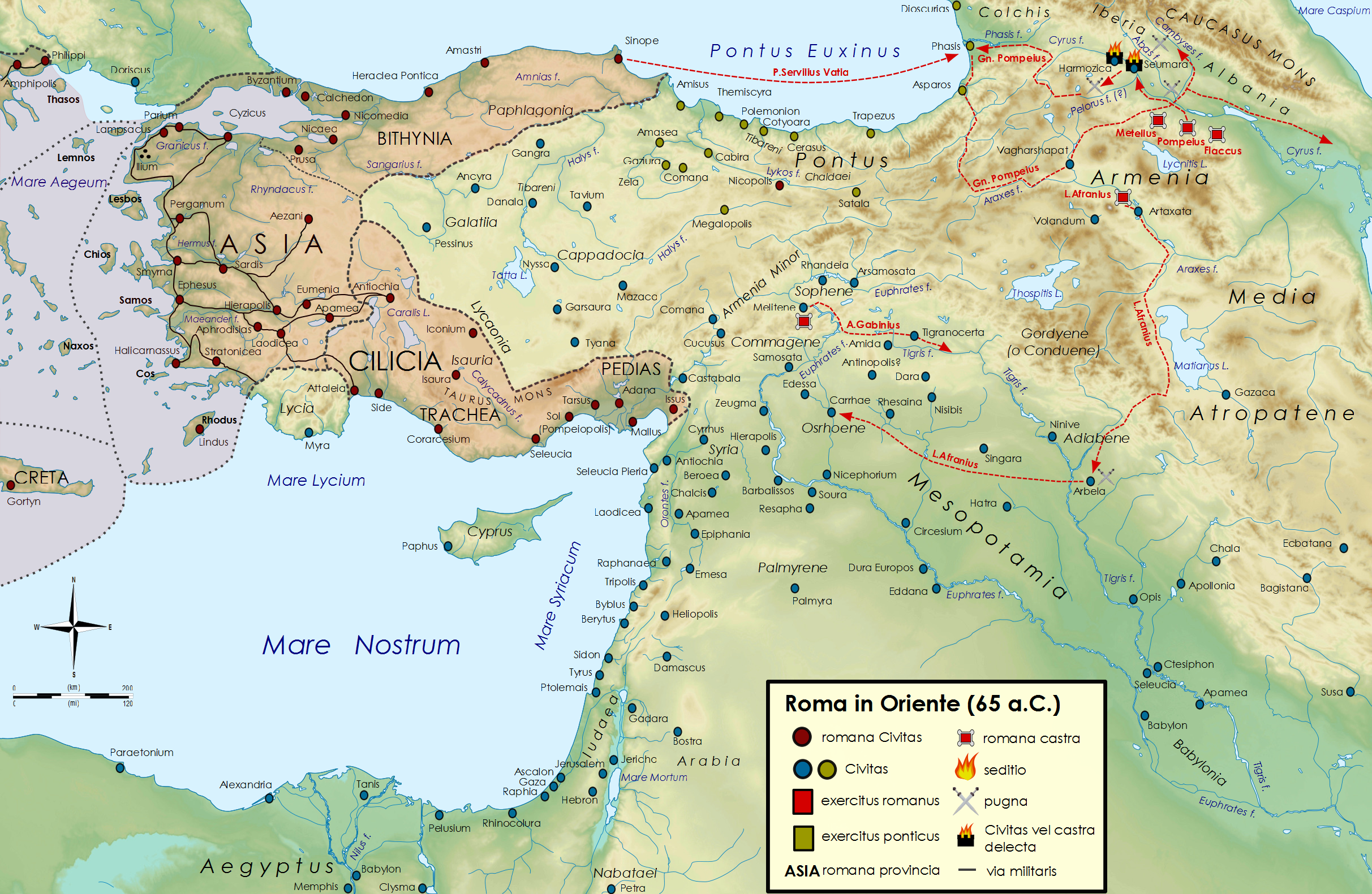
L'anno 65 a.C. della terza guerra mitridatica.

Pur temendo Pompeo, avendo dallo stesso ricevuto un'ambasciata nella quale era abolita la formula di "Re dei re" a vantaggio del semplice "Re", Fraate si sdegnò a tal punto, quasi fosse stato privato della sua dignità regale, da minacciare lo stesso generale romano di non oltrepassare più l'Eufrate. E poiché Pompeo non gli dava alcuna risposta, Fraate marciò contro Tigrane II, accompagnato dal figlio di quest'ultimo. Se in un primo momento perse il primo scontro, nel successivo risultò vincitore. Fu così che Tigrane padre chiamò Pompeo in suo aiuto, mentre Fraate inviò ambasciatori al generale romano, muovendo gravi accuse al rivale, come pure agli stessi Romani. Ciò indusse Pompeo a riflettere, preferendo non intervenire in questa contesa, per evitare che a causa della brama di conquista potesse perdere quelle appena fatte a causa della potenza militare partica, tanto più che Mitridate non era stato ancora sconfitto definitivamente. Pompeo accampò quindi come scusa ai suoi che lo spingevano ad una nuova avventura militare, che non pensava di combattere i Parti senza un decreto del Senato. Fu così che il generale romano si offrì invece di fare da paciere tra i due contendenti inviando loro tre arbitri, poiché riteneva si trattasse di una mera questione di confini tra i due regni. Fraate e Tigrane II accettarono la proposta di Pompeo e si riconciliarono, poiché entrambi sapevano che una sconfitta, o l'annientamento di uno dei due, avrebbe solo favorito i Romani, e che solo la loro sopravvivenza o una comune e futura alleanza avrebbe potuto fermare l'avanzata romana in Oriente. E così Pompeo, dopo questi accordi, poté ritirarsi in Aspide (cioè Anaitide, secondo Fabricio) durante l'inverno.

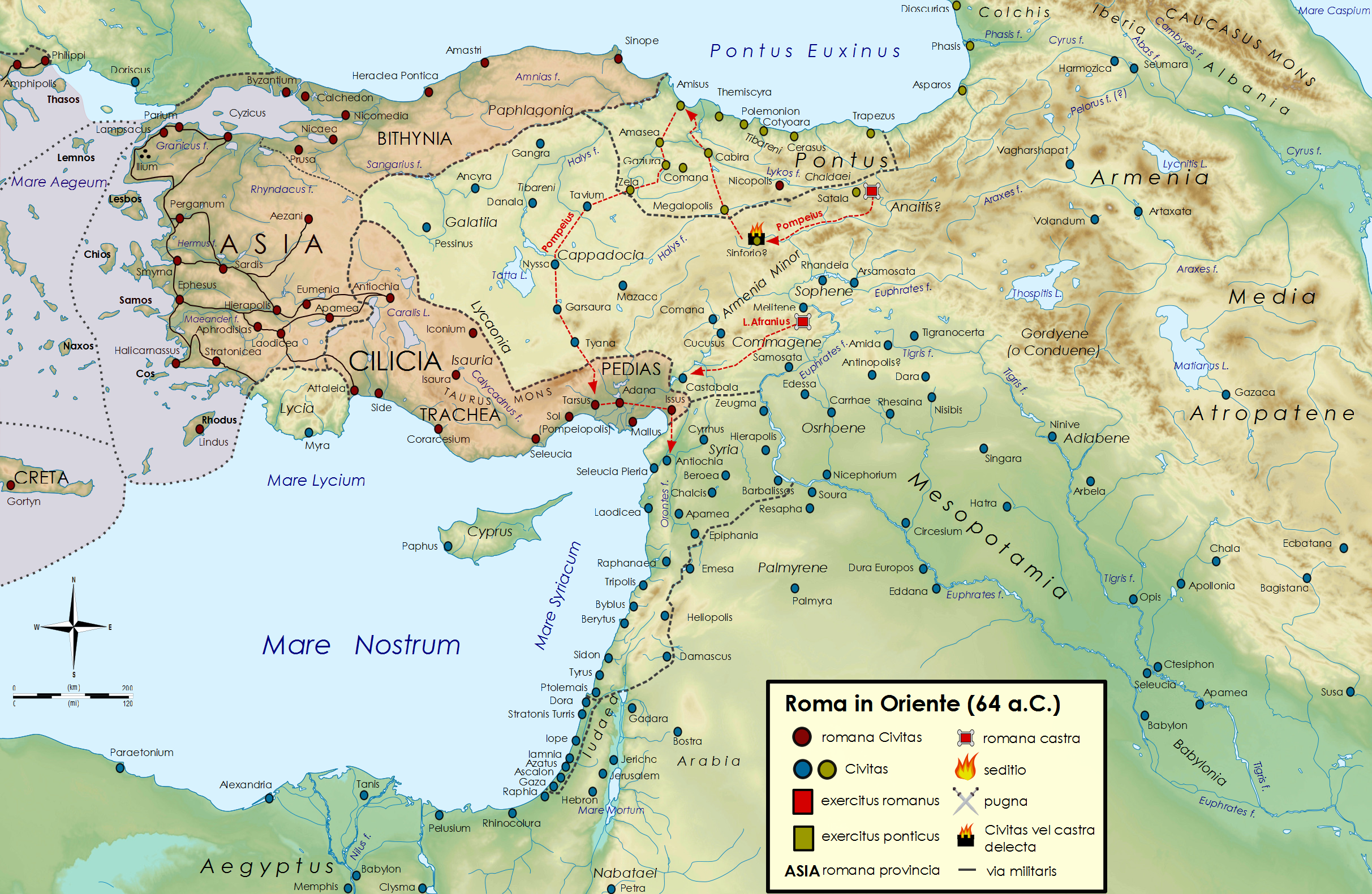
L'anno 64 a.C. della terza guerra mitridatica

Nel 64 a.C. Pompeo ridusse in suo potere anche l'Aspide, oltre a ricevere doni e ambasciatori di dodici principi o re barbari. Fece quindi da arbitro e regolò gli affari di diversi principi e re, che allo stesso si erano rivolti, poi diede una sistemazione alla Celesiria e alla Fenicia, che da poco si erano liberate dei loro re e avevano subito danni dagli Arabi e da Tigrane. Raggiunse e occupò quindi i territori della Cilicia che non erano ancora sotto il dominio romano. Frattanto il suo legatus Afranio aveva sottomesso gli Arabi della zona di Amanus. L'obiettivo strategico generale era quello di raggiungere il Mar Rosso, occupando sulla strada tutti i territori compresi tra questo mare e quello d'Ircania. La stessa cosa fece con i territori della vicina Siria fino all'Eufrate (compresa la Coele, la Phoenicia, la Palestina, l'Idumea e l'Iturea), non solo non attribuendoli ad Antioco XIII (figlio di Antioco X), ma organizzandoli in provincia romana. E non che ciò fosse dovuto a qualche comportamento sbagliato di Antioco, ma semplicemente poiché, avendo battuto Tigrane, che a suo tempo aveva sottratto questi territori ai Seleucidi, ora appartenevano alla Repubblica romana.

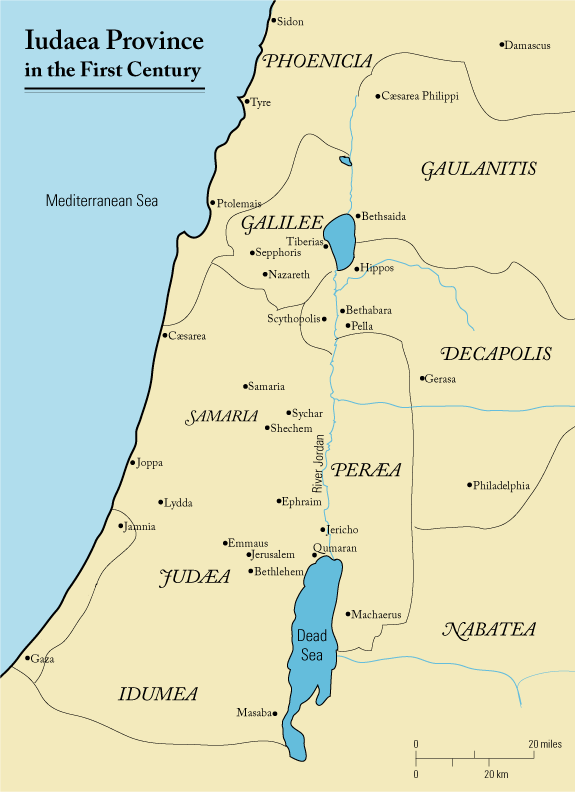
Mappa dei territori attorno alla Giudea ed alla Nabatea.

Intanto Mitridate, che non voleva darsi per vinto, concepì il disegno strategico di invadere insieme agli alleati galli l'Italia, passando prima attraverso la Scizia e poi seguendo il Danubio superiore. sperando poi che molte delle popolazioni italiche si alleassero a lui in odio ai Romani, come era accaduto durante la seconda guerra punica ad Annibale, dopo che i Romani avevano mosso guerra contro di lui in Spagna. Sapeva inoltre che quasi tutta l'Italia si era ribellata ai Romani in due occasioni negli ultimi trent'anni: al tempo della guerra sociale del 90-88 a.C. e nella recente guerra servile del gladiatore Spartaco, degli anni 73-71 a.C. L'idea però non piacque ai suoi soldati, per la grandezza dell'operazione e per la distanza da compiere della spedizione.
Abbandonato così da molti dei suoi, divenne sempre più sospettoso, fino a punirne alcuni e farne arrestare altri. Si spinse fino a far sgozzare alcuni dei suoi stessi figli: si racconta infatti che mise a morte il più giovane dei suoi figli, Sifare, a causa di un litigio con la madre del ragazzo, la quale voleva proteggerlo, poiché aveva barattato con lo stesso Pompeo i tesori di Mitridate in cambio della salvezza del figlio. Nel 63 a.C. il figlio Farnace, che Mitridate aveva designato come suo successore, preoccupato per la spedizione paterna in Italia che gli avrebbe definitivamente negato il perdono da parte dei Romani (con un possibile ritorno sul trono del Ponto), organizzò una congiura contro il padre, che però fu scoperta. Tutti i congiurati furono messi a morte, tranne il figlio che invece fu perdonato. Ma quest'ultimo, temendo la collera paterna, lo tradì nuovamente, tanto che Mitridate prima uccise le mogli e i figli rimasti, poi tentò di uccidersi con del veleno, a cui risultò però immune. Alla fine, secondo Appiano e Livio, si diede la morte grazie a un generale dei Galli di nome Bituito, che lo aiutò a trafiggersi con la spada. Secondo Dione fu invece ucciso dai soldati del figlio Farnace. Questa fu la fine del re del Ponto, che combatté Roma per quasi trent'anni, e delle tre guerre chiamate Mitridatiche.

## Conseguenze

### Reazioni immediate

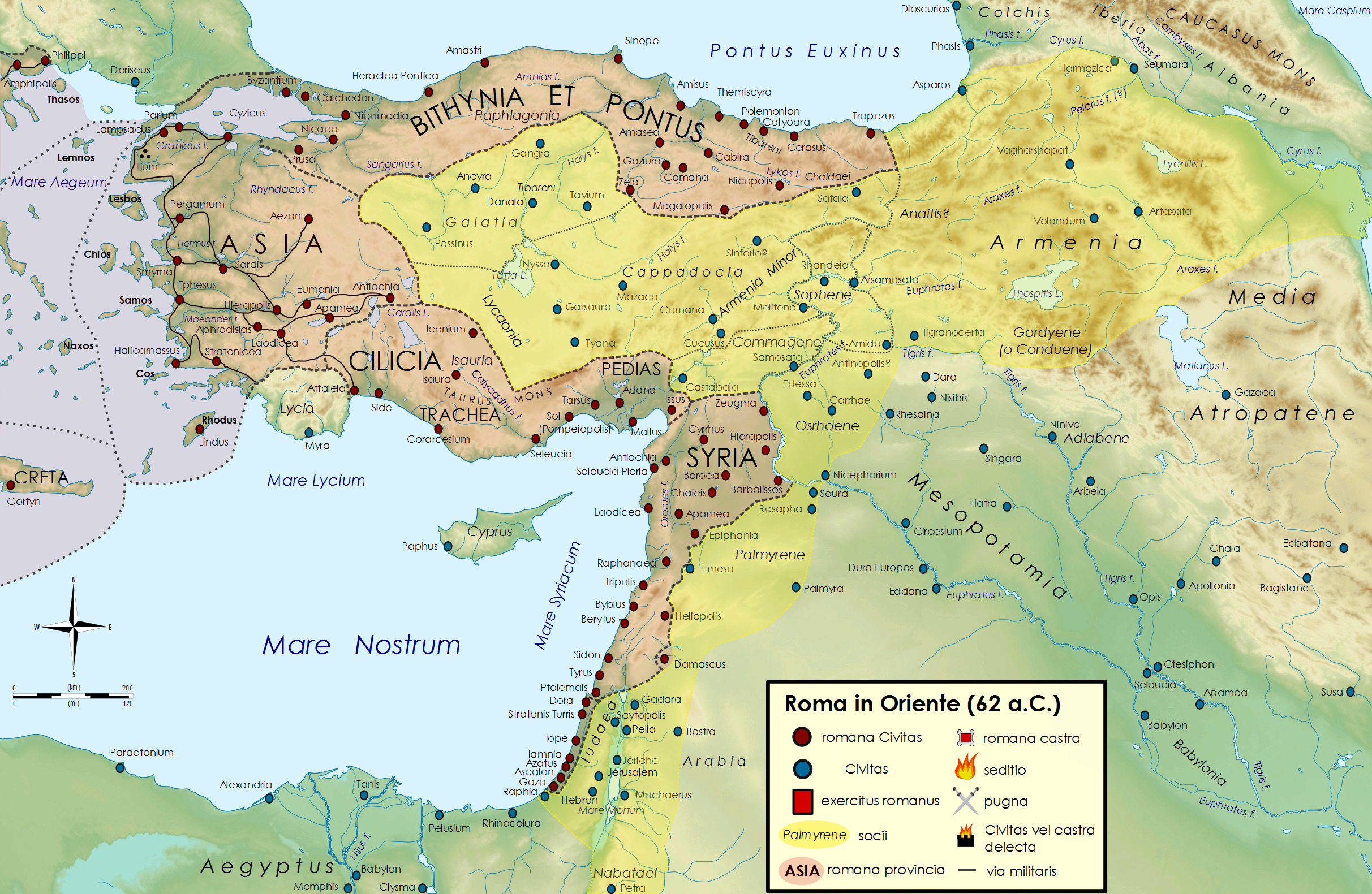
L'anno 62 a.C. della terza guerra mitridatica

Quando i Romani vennero a sapere della morte di Mitridate, proclamarono numerosi festeggiamenti, considerandolo un nemico che tanti problemi aveva dato alla Repubblica romana. Farnace, il figlio, inviò il cadavere del padre a Pompeo presso Sinope con una trireme, insieme con le persone che avevano catturato Manio, oltre a molti ostaggi, greci e barbari, e chiese che gli fosse consentito di governare il regno paterno del Ponto, oppure il solo Bosforo, che suo fratello Macare, aveva ricevuto in dono da Mitridate.
Farnace, avendo evitato all'Italia nuovi problemi, venne dichiarato ufficialmente "amico e alleato dei Romani", e gli fu donato il regno del Bosforo, esclusa Phanagoria, i cui abitanti rimasero liberi e indipendenti, poiché erano stati i primi a resistere a Mitridate e avevano contribuito ad innescare la rivolta in tante altre città e genti, causandone il suo crollo finale.
Decise quindi di riorganizzare l'Oriente romano e le alleanze che vi gravitavano attorno (si veda Regno cliente). A Tigrane II lasciò l'Armenia; a Farnace il Bosforo; ad Ariobarzane la Cappadocia ed alcuni territori limitrofi; ad Antioco di Commagene aggiunse Seleucia e parti della Mesopotamia che aveva conquistato; a Deiotaro, tetrarca della Galazia, aggiunse i territori dell'Armenia Minore, confinanti con la Cappadocia; fece di Attalo il principe di Paflagonia e di Aristarco quello della Colchide; nominò Archelao sacerdote della dea venerata a Comana; ed infine fece di Castore di Phanagoria, un fedele alleato e amico del popolo romano.
Il proconsole romano decise, inoltre, di fondare alcune nuove città, come Nicopoli al Lico in Armenia Minore, chiamata così in ricordo della vittoria ottenuta su Mitridate; poi Eupatoria, costruita dal re pontico ed intitolata a se stesso, ma poi distrutta perché aveva ospitato i Romani, che Pompeo ricostruì e rinominò Magnopolis. In Cappadocia ricostruì Mazaca, che era stata completamente distrutta dalla guerra. Restaurò poi molte altre città in molte regioni, che erano state distrutte o danneggiate, nel Ponto, in Palestina, Siria Coele ed in Cilicia, dove aveva combattuto la maggior parte dei pirati, e dove la città, in precedenza chiamata Soli, fu ribattezzata Pompeiopolis.

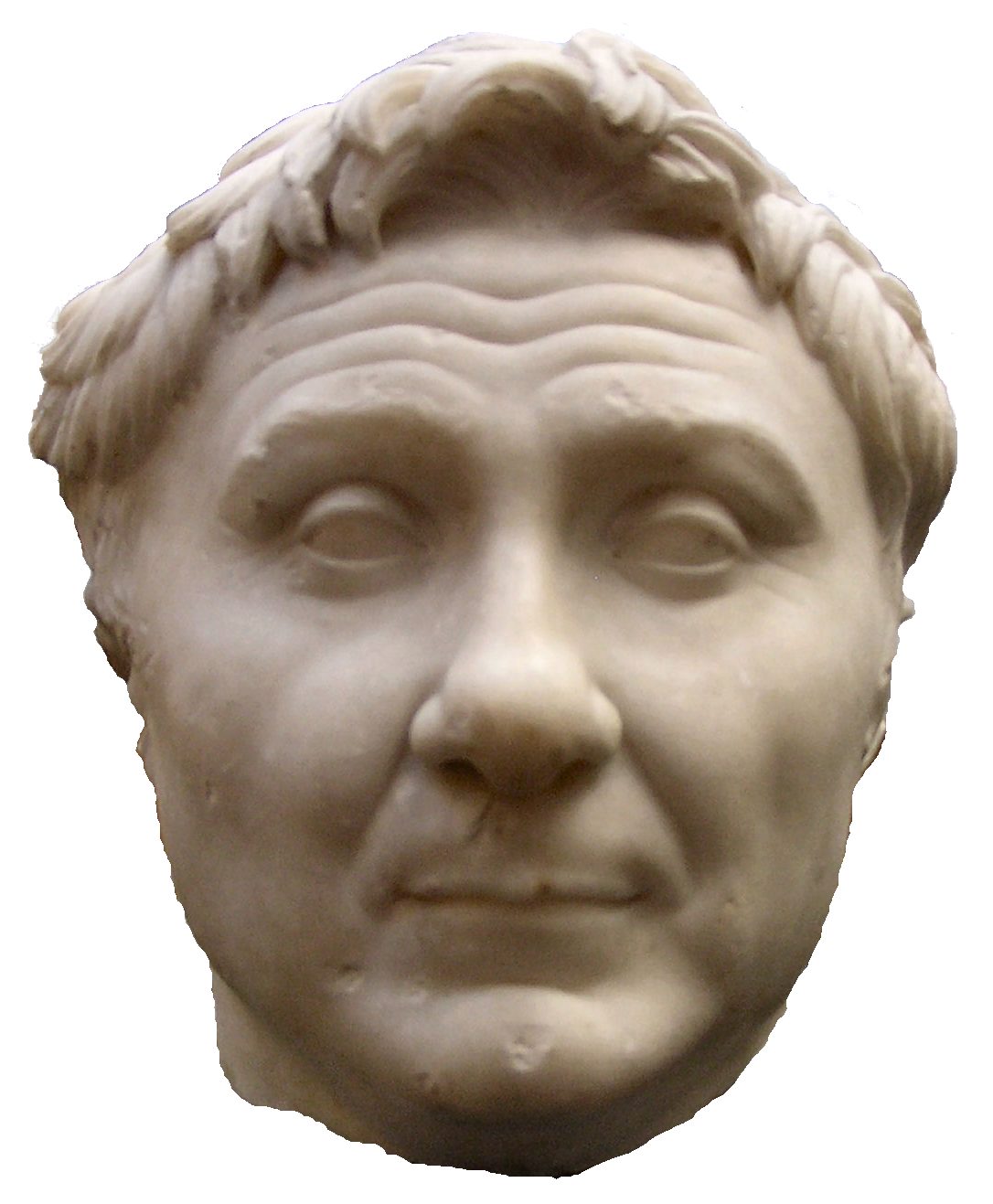
Gneo Pompeo Magno, vincitore della terza ed ultima fase della guerra contro Mitridate del Ponto.

Con l'inverno del 63-62 a.C. Pompeo distribuì donativa all'esercito pari a 1500 dracme attiche per ciascun soldato, ed in proporzione agli ufficiali, il tutto per un costo complessivo di 16000 talenti. Poi si recò ad Efeso, dove s'imbarcò per l'Italia e per Roma (autunno del 62 a.C.). Sbarcato a Brindisi congedò i suoi soldati e li rimandò alle loro case. Mentre si avvicinava alla capitale fu accolto da continue processioni di gente di ogni età, compresi i senatori, tutti ammirati per la sua incredibile vittoria conseguita contro un nemico tanto temibile ed irriducibile come Mitridate, ed, allo stesso tempo, avendo portato così tante nazioni ad essere poste sotto il controllo romano, estendendo i confini repubblicani fino all'Eufrate. Per questi successi il Senato gli decretò il meritato trionfo il 29 settembre del 61 a.C.
(Appiano di Alessandria, Guerre mitridatiche, 116-117.)

### Impatto sulla storia

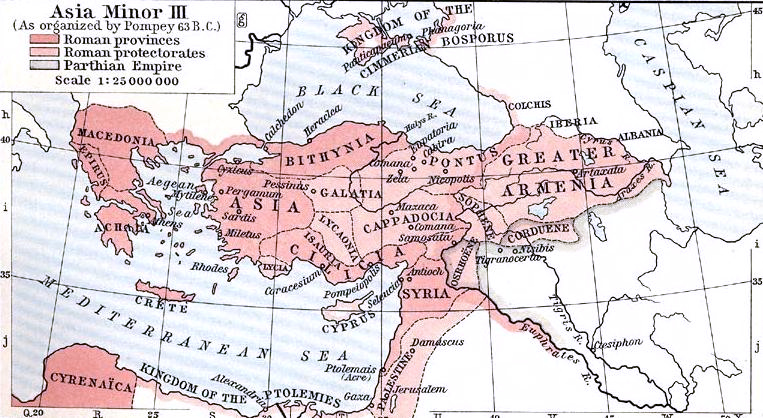
I domini romani orientali ed i regni clienti alleati a Roma nel 63 a.C..

Pompeo non solo era riuscito a distruggere Mitridate nel 63 a.C., ma anche a battere il re armeno Tigrane l'armeno, con cui in seguito fissò dei trattati: impose una riorganizzazione generale ai re delle nuove province orientali, tenendo intelligentemente conto dei fattori geografici e politici connessi alla creazione di una nuova frontiera di Roma in oriente. Le ultime campagne militari avevano così ridotto il Ponto, la Cilicia campestre e la Siria (Fenicia, Coele e Palestina) a nuove province romane, mentre Gerusalemme era stata conquistata. La provincia d'Asia era stata a sua volta ampliata, sembra aggiungendo Frigia, parte della Misia a essa adiacente, Lidia, Caria e Ionia. Il Ponto fu quindi aggregato alla Bitinia, venendo così a formare un'unica provincia. A ciò si aggiungeva un nuovo sistema di "clientele" che comprendevano l'Armenia di Tigrane II, il Bosforo di Farnace, la Cappadocia, Commagene, Galazia, Paflagonia, fino alla Colchide.